# Джинович, Игор
Игор Джинович (серб. Igor Đinović; род. 27 марта 1980, Югославия) — сербский футболист, защитник.

## Биография
Начал карьеру в городе Панчево. После этого футболист в 1998 году перешёл в столичный «Чукарички», куда его пригласил президент клуба Саша Михайлович. В команде играл вместе с Гораном Гавранчичем.
Летом 2003 года покинул «Чукарички» в статусе свободного агента и перешёл в полтавскую «Ворсклу-Нефтегаз». В Высшей лиги дебютировал 14 сентября 2003 года в матче против днепропетровского «Днепра» (2:1). Летом 2004 года перешёл в криворожский «Кривбасс». В команде провёл полгода и покинул клуб.